# Concordia Bergschenhoek
Muziekvereniging Concordia Bergschenhoek is een muziekvereniging uit de Nederlandse plaats Bergschenhoek. De vereniging bestaat uit een fanfareorkest, een slagwerkgroep(melody percusion band)en een leerlingenorkest.

## Geschiedenis
Concordia werd opgericht in 1939 als fanfare. Later werden de drumband en majorettes eraan toegevoegd; de drumband is inmiddels omgevormd tot de Melody Percussion Band.

## Opleiding
Concordia biedt ook lessen aan kinderen en volwassenen die een blaas- of slagwerkinstrument wilen leren bespelen. Het uiteindelijke doel van de opleidingen is dat men mee gaat spelen in het fanfare-orkest of de melody percusion band.